# Рогентин (Росток)
Рогентин (њем. Roggentin) општина је у њемачкој савезној држави Мекленбург-Западна Померанија. Једно је од 59 општинских средишта округа Бад Доберан. Према процјени из 2010. у општини је живјело 2.712 становника. Посједује регионалну шифру (AGS) 13051064.

## Географски и демографски подаци
Рогентин се налази у савезној држави Мекленбург-Западна Померанија у округу Бад Доберан. Општина се налази на надморској висини од 34 метра. Површина општине износи 9,6 km². У самом мјесту је, према процјени из 2010. године, живјело 2.712 становника. Просјечна густина становништва износи 283 становника/km².